# Lijst van voetballers - F
Dit is een lijst van voetballers met een artikel op Wikipedia van wie de achternaam begint met de letter F.

## Fa

### Fab
- Óscar Fabbiani
- Ernest Faber
- Robin Faber
- Jan Faberski
- Marco Fabián
- Łukasz Fabiański
- Fábio
- Cesc Fàbregas
- Martin Fabuš

### Fac
- Giacinto Facchetti
- Gino Facenna
- Karim Fachtali

### Fad
- František Fadrhonc

### Fae
- Emerse Faé

### Faf
- Raymond Fafiani

### Fag
- Nicolò Fagioli
- Arvid Fagrell

### Fai
- Romain Faivre

### Faj
- Kléber Fajardo
- Luis Fajardo

### Fak
- Ľubomír Faktor

### Fal
- Radamel Falcao
- Paulo Roberto Falcão
- Simon Falette
- Allison Falk
- Rasmus Falk
- Erik Falkenburg
- Djiby Fall
- Sean Fallon

### Fan
- Dong Fangzhuo
- Pietro Fanna

### Fao
- Mohammed Faouzi

### Far
- Paolo Faragò
- Mohamed Fares
- Gabriel Farfan
- Jefferson Farfán
- Reginald Faria
- Patrick Farkas
- Farley Vieira Rosa
- Alexander Farnerud
- Caitlin Farrell
- Mark Farrington

### Fas
- Franco Fasciana
- John Fashanu
- Justin Fashanu
- Paul Fässler
- Christian Fassnacht

### Fau
- Julien Faubert

### Fav
- Luciano Favero

### Faz
- László Fazekas
- Federico Fazio
- Samir Fazli

## Fe

### Fed
- Francesco Fedato
- Adam Federici
- Giovanni Federico
- Ben Federspiel
- Adam Fedoruk

### Feh
- Csaba Fehér

### Fei
- Benny Feilhaber
- Adrian Fein

### Fej
- Jasmin Fejzić
- Erton Fejzullahu

### Fek
- Nabil Fekir

### Fel
- Nicolas Feldhahn
- Ferdinand Feldhofer
- Philippe Felgen
- Mohammed Fellah
- Karim Fellahi
- Marouane Fellaini
- Tom Fellows

### Fem
- Femi

### Fer
- Leroy Fer
- Les Ferdinand
- Rio Ferdinand
- Alex Ferguson
- Barry Ferguson
- Evan Ferguson
- Carlos Fernandes
- Daniel Fernandes
- Joelson Fernandes
- Júnior Fernándes
- Roger Fernandes
- Saná Fernandes
- Álvaro Fernández
- Ángel Fernández
- Augusto Fernández
- Daniel Fernández Artola
- Enzo Fernández
- Francisco Fernández
- Guille Fernández
- José Carlos Fernández
- Leonardo Fernández
- Luis Fernández
- Raúl Fernández
- Roberto Junior Fernández
- Sebastián Fernández
- Teodoro Fernández
- Walter Fernandez
- Marco Ferrante
- Matteo Ferrari
- Ariclenes da Silva Ferreira
- Cristian Ferreira
- Fernando Ferreira Fonseca
- Flávio Ferreira
- Rodi Ferreira
- Alfredo Ferrer
- Riccardo Ferri
- Ralph Ferron
- Marcos Ferrufino

### Fes
- Jim van Fessem

### Fet
- Ioannis Fetfatzidis

### Feu
- Loïc Feudjou
- Herbert Feurer

## Fi

### Fie
- Filip Fiers

### Fig
- Jorge Figal
- Luís Figo
- Elías Figueroa
- Maynor Figueroa

### Fil
- Jegor Filipenko
- Iulian Filipescu
- Kris Fillinger
- Ubaldo Fillol

### Fin
- Volker Finke
- Robbie Findley
- Ethan Finlay
- Ryan Finley
- Tom Finney

### Fio
- Attila Fiola
- Stefano Fiore
- Fernando Fiorillo
- Vincenzo Fiorillo

### Fir
- Junior Firpo

### Fis
- Klaus Fischer
- Urs Fischer
- Viktor Fischer

## Fj
- Åke Fjästad
- Jan Åge Fjørtoft

## Fl

### Fla
- Stanisław Flanek
- Ryan Flamingo
- Mathieu Flamini

### Fle
- Mark-Jan Fledderus
- Andrés Fleurquin

### Flo
- Håvard Flo
- Jostein Flo
- Per-Egil Flo
- Tore André Flo
- Heinz Flohe
- Sherel Floranus
- Marcos Flores
- Róger Flores
- Wálter Flores
- Matjaž Florjančič

## Fo

### Foc
- Maarten de Fockert

### Foe
- Marc-Vivien Foé

### Fof
- Datro Fofana
- Mamadou Fofana

### Fon
- Matthew Fondy
- Daniel Fonseca
- Danny Fonseca
- Francisco Fonseca
- Rolando Fonseca
- Just Fontaine
- José Fontán
- Ricardo Fontana

### For
- Simon Ford
- David Forde
- Vegard Forren
- Mikael Forssell
- Petteri Forsell
- Pavel Fořt
- Kostas Fortounis

### Fos
- Steve Foster

### Fou
- Khalid Fouhami
- Eduardo Fournier

### Fow
- Robbie Fowler

### Fox
- Ruel Fox

### Foy
- Juan Foyth

## Fr

### Fra
- Matheus França
- Alejandro Francés
- Simon Francis
- Trevor Francis
- Waylon Francis
- Guillermo Franco
- Ivan Franjić
- Sean Franklin
- Tomasz Frankowski
- Piet Fransen (Groningen)
- Piet Fransen (Vlierden)
- Odd Frantzen
- Paolo Frascatore
- Davide Frattesi

### Fre
- Jan Frederiksen
- Otto Fredrikson
- Alexander Frei
- Sebastian Freis
- Henning Frenzel
- Iván Fresneda

### Fri
- Jaime Frías
- Samúel Friðjónsson
- Brad Friedel
- Arthur Friedenreich
- Rob Friend
- Mario Frick
- Noah Frick
- Geir Frigård
- Jakob Friis-Hansen
- Joachim Fritsche

### Fro
- Victor Froholdt
- Friedhelm Frontzeck
- Reeve Frosler

### Fru
- Viorel Frunză
- Nicolás Frutos

### Fry
- Dael Fry
- Martin Frýdek

## Fu

### Fuc
- Christian Fuchs
- Jorge Fucile

### Fue
- Ismael Fuentes

### Fug
- Tor Fuglset

### Ful
- Márton Fülöp

### Fun
- Nico Funck

### Fur
- Stephan Fürstner
- Andy Furtado
- Jan Furtok
- Timo Furuholm

### Fus
- Luca Fusi
- David Fuster

### Fut
- Paulo Futre

## Fy
- Sokratis Fytanidis

A · B · C · D · E · F · G · H · I · J · K · L · M · N · O · P · Q · R · S · T · U · V · W · X · Y · Z